# Chuuk
Lo Stato di Chuuk (fino al 1990 scritto Truk) è uno Stato federato degli Stati Federati di Micronesia. Posto fra Yap e Pohnpei comprende numerose isole dell'arcipelago delle Caroline. Nella lingua chuukese, Chuuk significa montagna.

## Storia
Non si conosce con esattezza quando le varie isole siano state popolate, ma certamente, da rinvenimenti archeologici, sono abitate da circa 2000 anni. 
Come parte del territorio coloniale delle isole Caroline, Chuuk ha fatto parte delle Indie orientali spagnole, dell'Impero coloniale tedesco e dell'Impero giapponese.
Durante la seconda guerra mondiale fu la principale base dell'impero giapponese nel sud Pacifico. Nel 1944, a seguito dell'operazione Hailstone, l'esercito degli Stati Uniti d'America distrusse numerose unità militari nipponiche.
Con la sconfitta dell'impero giapponese, il territorio di Chuuk fece parte, (insieme alle altre isole Caroline, Marshall e Marianne), del Territorio fiduciario delle Isole del Pacifico dal 1947 al 1990, anno dell'indipendenza.

## Geografia fisica
Il territorio ha una superficie di 116,2 km² ed è composto, geograficamente, dalle isole Chuuk (Faichuk e Nomoneas, e atollo Neoch), dalle isole Mortlocks (Satowan, Lukunoch, Ettal, Namoluk) dalle isole Hall (Nomwin, Murilo) e dalle isole Pattiw (Pollap, Polowat, Houk) e dall'atollo Namonuito.

## Società

### Evoluzione demografica
Densità: 459,1 per km²

### Etnie e minoranze straniere
- Chuukesi,
- Asiatici,
- Altri

### Lingue e dialetti
Le lingue ufficiali sono il chuukese e l'inglese.

### Religione
Cattolici, protestanti, altre.

### Tradizioni e folclore

#### Festività
Le festività dello Stato di Chuuk sono nove.
| Festa        | Nome                                      | Note                            |
| ------------ | ----------------------------------------- | ------------------------------- |
| 1º gennaio   | Anno nuovo                                |                                 |
|              | Venerdì Santo                             |                                 |
|              | Pasqua                                    |                                 |
| 10 maggio    | Giorno degli Stati Federati di Micronesia | Anniversario della Costituzione |
| 23 settembre | Giorno della liberazione di Chuuk         |                                 |
| 1º ottobre   | Giorno della Costituzione di Chuuk        |                                 |
| 24 ottobre   | Giorno delle Nazioni Unite                |                                 |
|              | Giorno del Ringraziamento                 |                                 |
| 25 dicembre  | Natale                                    |                                 |

### Istituzioni, enti e associazioni
In base alla Costituzione, Chuuk è governato da due organismi: il Senato, composto da dieci membri (senatori), e la Camera dei Rappresentanti composta da ventotto membri (rappresentanti).

## Geografia antropica

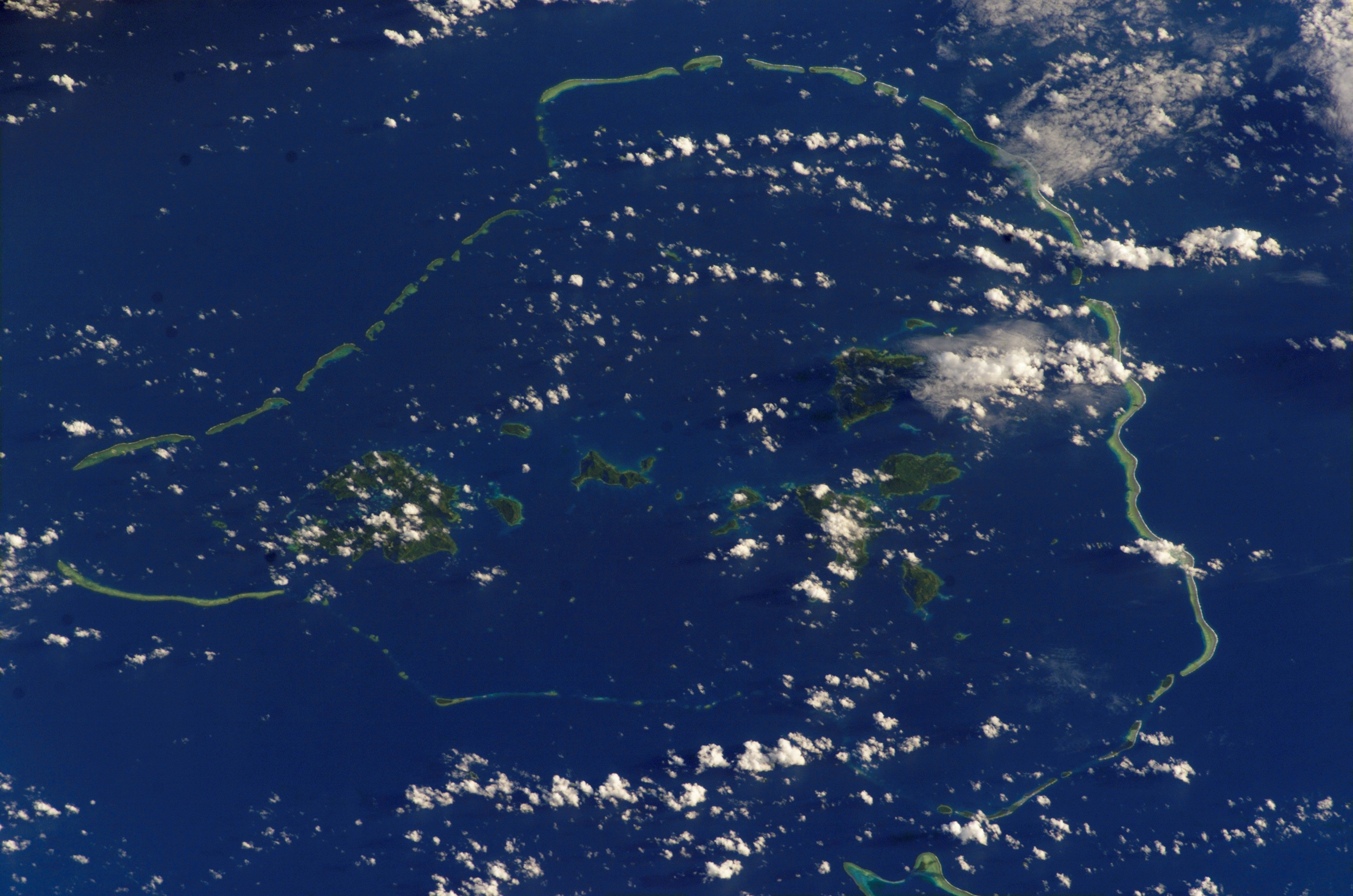
Isole Chuuk viste dal satellite

### Suddivisioni amministrative
Lo stato è suddiviso in cinque distretti, corrispondenti agli omonimi arcipelaghi, che a loro volta sono composti da trentanove municipalità.

### Distretti
- Nomoneas Settentrionali: 14 652 abitanti (2008)
- Nomoneas Meridionali: 11 639 abitanti (2008)
- Faichuk: 13 982 abitanti (2008)
- Oksoritod: 6 190 abitanti (2008)
- Mortlocks: 6 879 abitanti (2008)

### Municipalità
- Fono · Weno · Fefen · Parem · Siis · Tonoas · Uman · Eot · Fanapanges · Paata · Polle · Ramanum · Tol · Udot · Wonei · Fananu · Houk · Makur · Murilo · Nomwin · Onou · Onoun · Piherarh · Pollap · Polowat · Ruo · Tamatam · Unanu · Ettal · Kuttu · Lukunoch · Losap · Moch · Nema · Namoluk · Oneop · Pis-Emmwar · Satowan · Ta · Ulul.

## Economia

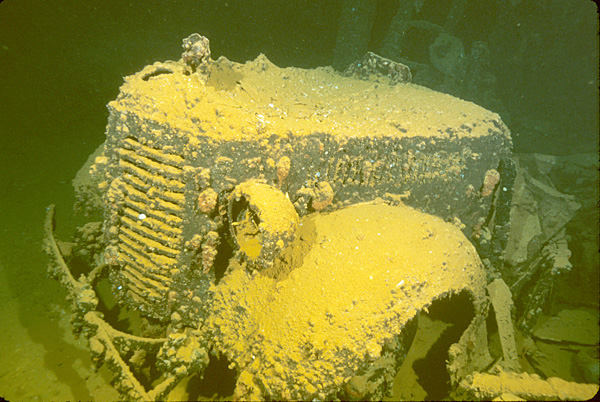
Relitto bellico affondato nella laguna

### Trasporti
- Aeroporto Internazionale di Chuuk